# Saracrinus moosai
Saracrinus moosai is een zeelelie uit de familie Isselicrinidae.
De wetenschappelijke naam van de soort werd in 1997 gepubliceerd door Améziane.